# Parafia Narodzenia Pańskiego w Jasienicy
Parafia Narodzenia Pańskiego w Jasienicy – parafia rzymskokatolicka należąca do dekanatu tłuszczańskiego, diecezji warszawsko-praskiej, metropolii warszawskiej. 
W parafii posługują księża diecezjalni. 
Do parafii należą tylko wierni z Jasienicy.